# Política de Guyana
Guyana se rige por la Constitución promulgada en 1980. Siendo una República independiente dentro de la Mancomunidad de Naciones, a diferencia de la autonomía, las repúblicas independientes de la Mancomunidad Británica de Naciones no tienen como jefe de Estado al monarca inglés.

## Poderes del Estado

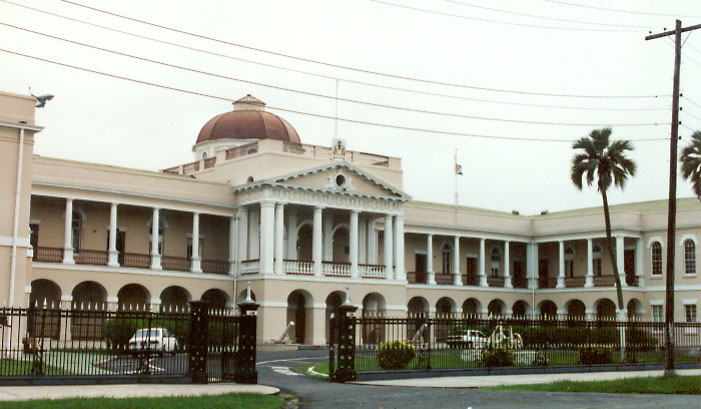
Asamblea Nacional.

- Poder ejecutivo: El jefe del Estado y del ejecutivo es un presidente elegido por un periodo de cinco años por la Asamblea Nacional. El presidente elige al gobierno, que está encabezado por un primer ministro, y 8 secretarios ministeriales.

- Poder Legislativo: Es un sistema unicameral. Reside en una Asamblea Nacional, formada por 12 miembros no elegidos y 53 elegidos para un periodo de cinco años por un sistema de representación proporcional.

- Poder Judicial: El organismo máximo es la Corte Suprema de Justicia, dividida en el Tribunal de Apelación y el Tribunal Supremo.

- Gobierno Local: Guyana está dividida en diez regiones: Barima-Waini, Cuyuni-Mazaruni, Demerara-Mahaica, East Berbice-Corentyne, Essequibo Islands-West Demerara, Mahaica-Berbice, Pomeroon-Supenaam, Potaro-Siparuni, Upper Demerara-Berbice, Upper Takutu-Upper Essequibo; cada una de ellas gobernada por un ayuntamiento.

## Partidos Políticos
- Alianza del Frente Nacional (NFA)
- Congreso Nacional de Guyana (GNC)
- Congreso Nacional del Pueblo/Reformado (PNC/R)
- Crecer, Organizar y Reconstruir (ROAR)
- Frente Democrático Nacional de Guyana (NDF)
- Justicia para Todo el Partido (JFAP)
- La Fuerza Unida (TUP)
- Partido Acción de Guyana/Alianza del Pueblo Trabajador (GAP/WPA)
- Partido Democrático de Guyana (GDP)
- Partido Progresista del Pueblo (PPP/CIVIC)

## Listado de Gobernantes

### Jefes de Estado
Presidentes de la República
- Sir Edward Víctor Luckhoo (1970)
- Arthur Chung (Congreso Nacional del Pueblo, 1970-1980)
- Forbes Burnham (Congreso Nacional del Pueblo, 1980-1985)
- Desmond Hoyte (Congreso Nacional del Pueblo, 1985-1992)
- Cheddi Jagan (Partido Progresista del Pueblo, 1992-1997)
- Sam Hinds (Congreso Nacional del Pueblo, 1997)
- Janet Jagan (Partido Progresista del Pueblo, 1997-1999)
- Bharrat Jagdeo (Partido Progresista del Pueblo, 1999-2011)
- Donald Ramotar (Partido Progresista del Pueblo, 2011-2015)
- David Arthur Granger (Congreso Nacional del Pueblo, 2015-2020)
- Irfaan Ali (Partido Progresista del Pueblo, 2020-actualidad)

### Jefes de Gobierno
Ministro en Jefe
- Cheddi Jagan (Partido Progresista del Pueblo, 1953-1961)

Premieres
- Cheddi Jagan (Partido Progresista del Pueblo, 1961-1964)
- Forbes Burnham (Congreso Nacional del Pueblo, 1964-1966)

Primeros Ministros
- Forbes Burnham (Congreso Nacional del Pueblo, 1966-1980)
- Ptolemy Reid (Congreso Nacional del Pueblo, 1980-1984)
- Desmond Hoyte (Congreso Nacional del Pueblo, 1984-1985)
- Hamilton Green (Congreso Nacional del Pueblo, 1985-1992)
- Sam Hinds (Congreso Nacional del Pueblo, 1992-1997)
- Janet Jagan (Partido Progresista del Pueblo, 1992-1997)
- Sam Hinds (Congreso Nacional del Pueblo, 1997-1999)
- Bharrat Jagdeo (Partido Progresista del Pueblo, 1999)
- Sam Hinds (Partido Progresista del Pueblo, 1999-2015)
- Moses Nagamootoo (Congreso Nacional del Pueblo, 2015-2020)
- Mark Phillips (Partido Progresista del Pueblo, 2020-actualidad)